# كاثرين فاينر
كاثرين صوفي فاينر (بالإنجليزية: Katharine Viner)‏ (من مواليد يناير 1971) هي صحفية وكاتبة مسرحية بريطانية. في 1 يونيو 2015 أصبحت أول امرأة تتقلد منصب رئيسة تحرير صحيفة الغارديان خلفًا لآلان روسبيرجير بعد أن ترأست سابقا عمليات الويب الخاصة بالغارديان في أستراليا والولايات المتحدة، قبل أن يتم اختيارها لمنصب رئيس تحرير الجريدة العريقة.

## النشأة
نشأت فاينر في يوركشاير لعائلة تعمل في قطاع التعليم. كما كان جدها «فيك فاينر» بحاراً شارك في عملية انسحاب دونكيرك. تلقت فاينر تعليمها في مدرسة Ripon Grammar School حيث كانت محررتها الرئيسية، وخلال مراهقتها انضمت إلى حملة لنزع السلاح النووي وحركة مناهضة الفصل العنصري. نشر مقالها الصحفي الأول في صحيفة الغارديان في عام 1987 بينما وهي لا تزال في المدرسة في نهاية امتحانات المستوى العادي جي سي اي والتي تم استبدالها في المملكة المتحدة بالشهادة العامة للتعليم الثانوي (GCSE). حيث كتبت : «"يبدو أن إعداد خمس سنوات من المعرفة في ساعتين ونصف الساعة لا يعد نظاماً عادلاً"». في حوالي عام 1988، عملت فاينر في صحيفة Ripon Gazette المحلية ما أكسبها خبرة في المجال.
في وقت لاحق درست فاينر اللغة الإنجليزية في كلية بيمبروك (أكسفورد). وقبيل تخرجها استطاعت الفوز بالمنافسة التي نظمتها صفحة المرأة في الغارديان حيث نصحتها المحررة النسائية في الغارديان لويز تشون بمتابعة مسارها في مهنة الصحافة. حيث قالت «تذكرت بصراحة في عام 2005: "كنت أعتقد بصراحة أن الصحافة لم تكن بالنسبة لي، بل كانت مخصصة فقط للرجال في لندن"». خلال العشرينات من عمرها، قضت فاينر معظم أعيادها في الشرق الأوسط خصوصا في لبنان وسوريا وإسرائيل والضفة الغربية وغيرها من المواقع.

## أعمالها
تشتهر فاينر في الصحافة الخارجية بمسرحية اسمي راشيل كوري التي شاركت في تحريرها مع الممثل الراحل آلان ريكمان عن كتابات ورسائل راشيل كوري الناشطة الأمريكية التي قتلت على يد جرافة يديرها الجيش الإسرائيلي في رفح بغزة عام 2003. تم عرض المسرحية لأول مرة في مسرح رويال كورت في عام 2005. بعد وفاة ريكمان بسبب السرطان في يناير / كانون الثاني 2016، «صرحت فاينر أن تعاونهم كان صعباً في البداية، لكن "في ليلة الافتتاح إعترف كل منا بأنه لم يكن بإمكاننا أن ننصف كلمات راشيل دون الاخر"».
في عام 2004 كانت فاينر حكما في جائزة المرأة للخيال كما كانت عضوًا في مجلس مسرح رويال كورت لمدة 13 عامًا.